# Северин (општина)
Северин је насељено место и седиште општине у Бјеловарско-билогорској жупанији, Република Хрватска.

## Историја
Северин је био средњевековни град. Место се до 1650. године звало Полична, а затим нова насеобина на том месту назвала Северин.
У Северину је након претимања манастира Марче владичанску столицу пренео православни епископ Симеон Филиповић. Основана је 1734. године "Лепавинско-северинска епархија" са двором у Северину. Владика је одмах купио кућу (дрвену) за двор, и доста земље и винограда од мештана. Скупио је пре смрти и 4000 цигли за градњу нове цркве. Пре спаљивања манастира Марче 1739. године, изнете су све драгоцености и привилегије српске. Чуване су до 1848. године у старој северинској православној цркви, у звонари "под гвозденим вратима, а два шилбока (војника крајишника) су пред црквом непрестано стражарила". На почетку мађарске револуције 1848. године епископска столица је одатле пренета у Костајницу.
У месту је постојала православна црква посвећена Св. Петру и Павлу, грађена 1750. године. Будући епископ Вићентије Поповић је 29. јуна 1734. године у старом храму у Северину, рукоположен за ђакона. Храм је осликан после 1750. године. Познато је оновремено присуство Јоакима Марковића молера и књижара из Новог Сада. Ту су пренете драгоцености и старе привилегије из срушеног старог храма.
Епископ Симеон је 1735. године ту довео познатог учитеља Руса, Максима Суворова. А затим и Емануила Козачинског, којег је и рукоположио за свештеника. У Северину је радила тада Српско-латинска школа, у којој је радио наставник Павле Класовић. Та варошица средином 18. века постала образовни и културни центар православља. Постоји 1882. године у Северину народна школа чије је учитељ Петар Берић, а 1905-1913. године јавља се као равнатељ (управитељ) Васо Витојевић, стално намештен учитељ. Учитељ Васо је 1908. године радио на томе да се објаве обједињени сви радови познатог српског педагога Мите Нешковића. Уређивање педагошког листа "Нови васпитач", који је до смрти радио оснивач Нешковић, преузео је 1907. године његов зет, северински учитељ Витојевић. Године 1905. школа је комунална, са школским вртом, коју похађа 94 ђака. Ради и пофторна школа за децу старијег узраста у коју иде њих 31.
У месту је 1847. године записано 946 православних Срба, а две деценије касније, 1867. године их је 995 душа. Православни парох у месту био је 1841. године Самуел Драгојевић.
Године 1904. Северин је протопрезвират у Пакрачкој дијецези, у којој има 10 православних парохија и 44 парохијске филијале.
Северин је почетком 20. века село са другим, мањим селима: Кашљавац, Оровац, Пупелица, Равнеш, Стара Рача и Циглена. Ту је седиште истоимене политичке општине за још четири од наведених села. Виша власт среска и жупанијска је у Бјеловару, као и пошта и брзојав. У месту има 941 дом у којима живи 7712 душа; Срба православаца има 1227 душа са 186 кућа. Од јавних здања постоје православна црква и народна школа. Црквена општина је уређена под председништвом Алексе Солара. Православна парохија је пете платежне класе, има дом за свештеника и два српска православна гробља. Парох је 1905. године стари поп Марко Лишчић родом из Плавшинца.
До територијалне реорганизације у Хрватској налазио се у саставу бивше велике општине Бјеловар.

## Становништво
На попису становништва 2011. године, општина Северин је имала 877 становника, од чега у самом Северину 536.

## Попис 1991.
На попису становништва 1991. године, насељено место Северин је имало 673 становника, следећег националног састава:
| Попис 1991.‍  | Попис 1991.‍  | Попис 1991.‍ | Попис 1991.‍ | Попис 1991.‍ |
| ------------ | ------------ | ----------- | ----------- | ----------- |
|              |              |             |             |             |
| Хрвати       | Хрвати       |             | 482         | 71,61%      |
| Срби         | Срби         |             | 83          | 12,33%      |
| Југословени  | Југословени  |             | 57          | 8,46%       |
| Албанци      | Албанци      |             | 9           | 1,33%       |
| Мађари       | Мађари       |             | 6           | 0,89%       |
| Чеси         | Чеси         |             | 4           | 0,59%       |
| Италијани    | Италијани    |             | 1           | 0,14%       |
| Немци        | Немци        |             | 1           | 0,14%       |
| остали       | остали       |             | 1           | 0,14%       |
| неопредељени | неопредељени |             | 16          | 2,37%       |
| регион. опр. | регион. опр. |             | 1           | 0,14%       |
| непознато    | непознато    |             | 12          | 1,78%       |
| укупно: 673  |              |             |             |             |